# Джексенев, Закирья Джексеневич
Закирья Джексеневич Джексенев (1 июля 1913, Акмолинск — март 2005) — советский государственный деятель. Почётный гражданин Усть-Каменогорска.

## Биография
Закирья Джексенев родился 1 июля 1913 года в городе Акмолинск (сейчас Астана в Казахстане) в семье ремесленника.
В январе 1931 года начал трудовую деятельность делопроизводителем в Акмолинской конторе гражданских сооружений Омской железной дороги. Впоследствии работал здесь начальником отдела кадров.
В январе 1934 года перебрался в Караганду. Трудился помощником начальника местной центральной углеобогатительной фабрики.
В ноябре 1935 года был призван на срочную службу в Красную армию. Служил в 48-м Казахском горнокавалерийском полку Туркестанского военного округа. Окончил полковую школу. Оттуда был направлен в Китай, участвовал в боевых действиях на его территории, служил в разведке.
В марте 1938 года демобилизовался, после чего возглавлял коммунальный отдел строительства Карагандинской ГРЭС.
В 1939—1940 годах был первым заместителем председателя Карагандинского городского Совета депутатов трудящихся.
В 1940 году поступил на учёбу в Харьковскую высшую пограничную школу. В том же году вступил в ВКП(б). Во время Великой Отечественной войны служил на разных должностях в Жаркентском и Зайсанском пограничных отрядах, на границе с Китаем. В 1941—1942 годах был заместителем коменданта четвёртой погранкомендатуры Восточного Казахстана. С 1942 года служил в НКВД, впоследствии — в МВД.
В 1947 году, покинув пограничную службу, был направлен в Джамбульское управление МВД, работал старшим следователем. В марте 1948 года был значен начальником лагеря в посёлке Аблакетка Восточно-Казахстанской области. Работал начальном отдельного лагерного пункта в Усть-Каменогорске, заместителем начальника управления исправительно-трудовых лагерей и колоний МВД Казахской ССР.
В 1953 году окончил Высшую школу переподготовки руководящего состава МВД СССР, в 1958 году — Казахский государственный университет.
С сентября 1960 по июнь 1962 года был начальником УВД Уральской области, после чего был назначен начальником Западно-Казахстанского краевого управления Министерства общественного порядка Казахской ССР.
С декабря 1964 по июнь 1983 года работал начальником УВД Восточно-Казахстанской области. Джексеневу удалось укрепить правопорядок в регионе, воспитать несколько поколений милиционеров. Вышел в отставку в звании генерал-майора милиции.
Был награждён орденами Красной Звезды (дважды), Трудового Красного Знамени (дважды), «Знак Почёта», медалями, в том числе «За боевые заслуги», «За победу над Германией в Великой Отечественной войне 1941—1945 гг.», «Ветеран труда». Комиссар милиции третьего ранга (1963).
25 июня 1998 года решением Усть-Каменогорского городского маслихата за укрепление правопорядка и законности, активную общественную деятельность в деле воспитания молодых сотрудников был удостоен звания почётного гражданина Усть-Каменогорска.
Умер в марте 2005 года.